# Bothenhampton
Bothenhampton – wieś w Anglii, w hrabstwie Dorset. Leży 23 km na zachód od miasta Dorchester i 204 km na południowy zachód od Londynu.